# Pieter Jan De Paepe
Pieter Jan De Paepe (2 december 1995)  is een Belgisch (stem)acteur en zanger. In sommige aftitelingen wordt zijn naam geschreven als Pieter-Jan De Paepe.

## Biografie
Pieter Jan De Paepe is de zoon van Johan De Paepe. Hij is zanger bij de bands Made in Purple, een Deep Purple-tributeband, en Rusty Spoon. In 2018 vertolkte hij Jezus in De Passie.
In 2020 speelde hij de rol van Xander Tibergyn in de televisieserie Thuis. In deze serie speelt ook zijn stiefmoeder Katrien De Becker mee, die hier de moeder speelt van het personage van Pieter Jan De Paepe.
De Paepe sprak de stem in van Donkey Kong voor de Vlaamse nasynchronisatie van de bioscoopfilm The Super Mario Bros. Movie uit 2023.
In de zomer van 2023 speelde hij de rol van Damiaan in de musical Damiaan van Historalia Productions. De zomer van 2024 was het de musical Jeanne-d'Arc.

## Stemacteur
- K.C. Undercover (2015-2018) - o.a. River, Jeff, Reese, CW, Brady, Byron
- Zootropolis (2016) - Renato Manchas, Doug Ramses, Bucky Oryx-Antlersson en agent McHorn
- PAW Patrol: The Movie (2021) - Ruben
- The Super Mario Bros. Movie (2023) - Donkey Kong
- Wish (2023) - Koning Magnifico